# Quartetto per archi n. 3 (Britten)
Il Quartetto per archi n. 3 in sol maggiore, Op. 94, del compositore inglese Benjamin Britten, scritto nel 1975, fu la sua ultima opera strumentale importante completata.

## Storia
L'opera fu scritta nell'ottobre – novembre 1975 durante la sua ultima malattia: i primi quattro movimenti a casa sua, The Red House, Aldeburgh, e il quinto durante la sua ultima visita a Venezia, all'Hotel Danieli. Era dedicato al musicologo Hans Keller. Nel dicembre 1975, i fratelli Colin e David Matthews lo eseguirono privatamente per il compositore in un duetto per pianoforte. Nel settembre del 1976 Britten ci lavorò con l'Amadeus Quartet, che lo presentò per la prima volta il 19 dicembre 1976 al The Maltings, Snape, due settimane dopo la morte del compositore.

## Struttura
Il quartetto è in cinque movimenti:
1. Duetti. Con movimenti moderati
2. Ostinato. Molto veloce
3. Solo. Molto calmo
4. Burlesque. Veloce – con fuoco
5. Recitativo e Passacaglia (La Serenissima). Lento

Tutti e cinque i movimenti sono in forma ternaria (A-B-A). Il quartetto è nella forma ad arco, con un lento movimento lirico centrale racchiuso tra due scherzi, gli stessi racchiusi tra due movimenti lenti esterni. Il musicologo inglese Peter Evans ha fatto notare che quella struttura invita al confronto con il quarto ed il quinto quartetto per archi di Bartók, per poi ritirare quel confronto quasi subito dopo averlo effettuato.
In "Duetti", Britten esplora tutte e sei le possibili relazioni tra i quattro strumenti in un quartetto.
Il "Recitativo" che dà inizio all'ultimo movimento include cinque citazioni musicali dall'opera Death in Venice di Britten del 1973 (la sua ultima). La "Passacaglia" conclusiva (una delle forme musicali preferite di Britten) è basata su un motivo musicale di quell'opera. Il suo titolo, La Serenissima, deriva dallo status storico dell'ex Repubblica di Venezia come repubblica sovrana (La Serenissima), ed è talvolta ancora applicato alla moderna città di Venezia.
Una esecuzione tipica dura circa 25 minuti, sebbene secondo il musicologo Roger Parker, le notazioni di Britten sono così precise che il tempo di ogni movimento è specificato quasi al secondo.

## Accoglienza della critica
Il musicologo Peter Evans:
L'insegnante e compositore Robert Saxton:
Il compositore David Matthews:
Il musicologo Roger Parker:
Musicologo Ben Hogwood:

## Incisioni
- 1978 – Amadeus Quartet, Decca LP SXL 6893;[5] rimasterizzato nel 1990 London Records CD 425 715-2[6]
- 1981 – Alberni Quartet, CRD Records LP CRD 1095; ripubblicato nel 1989, CRD Records CD CRD 3395[7]
- 1986 – Endellion Quartet[8]
- 1990 – Britten Quartet[9]
- 1996 – The Lindsays, ASV Digital CD DCA 608[10]
- 2002 – Brodsky Quartet, Challenge CD CC 72099[11]
- 2002 - Verdi Quartett, Haenssler Classic CD 98.394
- 2005 – Belcea Quartet, EMI Classics CD 7243 5 57968 2 0[12]
- 2013 – Takács Quartet, Hyperion CD CDA68004 [13]
- 2017 – Emerson String Quartet, Decca CD B0026509-02[14]